# Nissan Kubistar
Il Nissan Kubistar era un veicolo commerciale leggero prodotto da Nissan Motor dal 2003 al 2009, in seguito all'acquisizione di parte del capitale sociale della casa automobilistica nipponica da parte di Nissan, il veicolo era infatti derivato dal Renault Kangoo, benché fosse disponibile solamente nella versione Van, a differenza del modello prodotto dalla casa nipponica. 

## Contesto
Quando è iniziata la produzione, il Kubistar si collocava nel progetto dell'azienda giapponese di coprire la fascia da 1,5 a 3,2 tonnellate di massa complessiva.
Quando è stato commercializzato erano disponibili sei motorizzazioni: tre turbodiesel common-rail e tre motori a benzina. La Nissan ha successivamente apportato modifiche al listino, riducendo a quattro le versioni disponibili.
La seconda serie del Kangoo non è però stata ripresa dal Kubistar. Infatti nel 2009 è uscito dal listino, sostituito dal Nissan NV200.